# Frederick Sanger
Frederick Sanger OM, CH, CBE, FRS (Rendcomb, 13 augustus 1918 – Cambridge (Verenigd Koninkrijk), 19 november 2013) was een Brits biochemicus.
Hij behoorde tot een select gezelschap dat tweemaal een Nobelprijs mocht ontvangen. Hij verwierf tweemaal de Nobelprijs voor Scheikunde: in 1958 ontving hij de eerste keer de prijs voor zijn onderzoek naar de structuren van eiwitten, in het bijzonder insuline; in 1980 ontving hij nogmaals, nu samen met Walter Gilbert, de helft van de Nobelprijs voor de Scheikunde voor hun bijdragen aan de bepaling van de basenvolgorde in nucleïnezuren, de andere helft van de Nobelprijs ging in 1980 naar Paul Berg.

## Biografie
Sanger werd geboren in Rendcomb, een klein dorpje in Gloucestershire, als tweede zoon van Fredrich Sanger, een praktiserende arts, en diens echtgenote Cicely Crewdson, de dochter van een welvarende katoenfabrikant. Hij had een één jaar oudere broer, Theodore, en een vijf jaar jongere zus, Mary. Toen hij vijf jaar oud was, verhuisde het gezin Sanger naar het dorpje Tanworth-in-Arden in Warwickshire. Zijn familie was redelijk welvarend en daarom in staat om een gouvernante in dienst te nemen om de kinderen te onderwijzen.
Zijn verdere opleiding genoot hij aan de Downs School nabij Malvern en de Bryanston School in Blanford, Dorset. Net als zijn vader wilde Frederick aanvankelijk arts worden, maar nog voordat hij naar de universiteit ging, besloot hij natuurwetenschappen te studeren aan het St John's College in Cambridge. In 1939 behaalde hij er zijn Bachelor of Arts. Tijdens zijn studie geraakte hij al snel aangetrokken tot de biochemie. Aan de Universiteit van Cambridge begon hij in 1940 in deze tak van wetenschap aan zijn promotie onder supervisie van Norman Pirie. Na het vertrek van Pirie kwam hij onder de hoede van Albert Neuberger, die zijn promotieopdracht veranderde in een onderzoek naar lysine, een aminozuur. In 1943 promoveerde hij op het proefschrift "The metabolism of the amino acid lysine in the animal body".

## Loopbaan
Na zijn afstuderen bleef Sanger in Cambridge waar hij in 1943 zich aansloot bij de onderzoeksgroep van Albert Chibnall, een scheikundige die kort daarvoor de leerstoel biochemie van Frederick Gowland Hopkins had overgenomen. Sanger richtte zijn aandacht op insuline, het eiwit dat betrokken is bij diabetes. In 1902 had de Duitse chemicus Emil Fischer de suggestie gedaan dat eiwitten bestaan uit lange strengen aminozuren die onderling met elkaar verbonden zijn. Met een kleurstof markeerde Sanger het eind van het laatste aminozuur van een eiwitketen. Met deze onderzoeksmethode kon hij zien welk aminozuur zich aan het begin van de keten bevond. Sangers eerste doorbraak was de bepaling van de complete aminozuurvolgorde van de twee polypeptide ketens van bovien insuline, A en B, in respectievelijk 1951 en 1952.
Vanaf 1951 was Sanger lid van de externe staf van het Medical Research Council (MRC) en toen deze organisatie in 1962 een nieuw instituut voor moleculaire biologie opende, verplaatste hij zijn laboratorium naar de bovenste etage van het gebouw. Op dit instituut waren ook Max Perutz, Francis Crick en Sydney Brenner werkzaam. Het was Crick die hem op het spoor zette van nucleïnezuren.
Zijn tweede belangrijke doorbraak kwam voort uit dit onderzoek. Samen met zijn medewerkers ontwikkelde hij een methode om kleine volgordes in RNA te bepalen, waaronder de 120 nucleotiden in een van de RNA's uit ribosomen van de bacterie Escherichia coli. In de periode 1974-1977 wist hij de volgorde te bepalen van het grootste deel van de 5386 nucleotiden van het DNA van de bacteriofaag φX174. Dit leidde uiteindelijk (1977) tot de ontwikkeling van de dideoxy-methode, een ketenterminatiemethode voor het bepalen van de basenvolgorde van de nucleotiden in DNA. Deze methode wordt ook wel de Sanger-methode genoemd. Het proces was gemakkelijk te automatiseren en dat stelde wetenschappers in staat om zeer grote reeksen aan de pakken, zoals de drie miljard basen van het menselijke genoom. Vanwege zijn onderzoek naar de opbouw van DNA wordt Sanger de "vader van de genomica" genoemd.

## Erkenning
In 1951 ontving hij de Corday-Morgan Medaille en Prijs ofwel de Corday–Morgan Medal and Prize een hoge onderscheiding die jaarlijks wordt toegekend door de Royal Society of Chemistry. In 1958 ontving hij de eerste keer de Nobelprijs. In 1977 is hem de Copley Medal toegekend. In 1980 ontving hij nogmaals, samen met Walter Gilbert, de helft van de Nobelprijs voor de Scheikunde.
In 1992 werd het naar hem vernoemde Sanger Centrum geopend in Cambridge. Deze instelling onderzoekt het genoom van de mens en van andere organismen.

## Onderscheidingen en Prijzen
- Corday-Morgan Medaille en Prijs - 1951
- Fellow van de Royal Society - 1954
- Nobelprijs voor Scheikunde - 1958, 1980
- Commandeur in de Orde van het Britse Rijk - 1963
- Royal Medal van de Royal Society- 1969
- Gairdner Foundation International Award - 1971
- William Bate Hardy Prijs - 1976
- Copley Medal - 1977
- G.W. Wheland Award - 1978
- Louisa Gross Horwitz Prize - 1979
- Albert Lasker Award for Basic Medical Research - 1979
- Orde van de Eregezellen - 1981
- Order of Merit - 1986
- Association of Biomolecular Resource Facilities Award - 1994